# 5 Pułk Piechoty Liniowej (Francja)

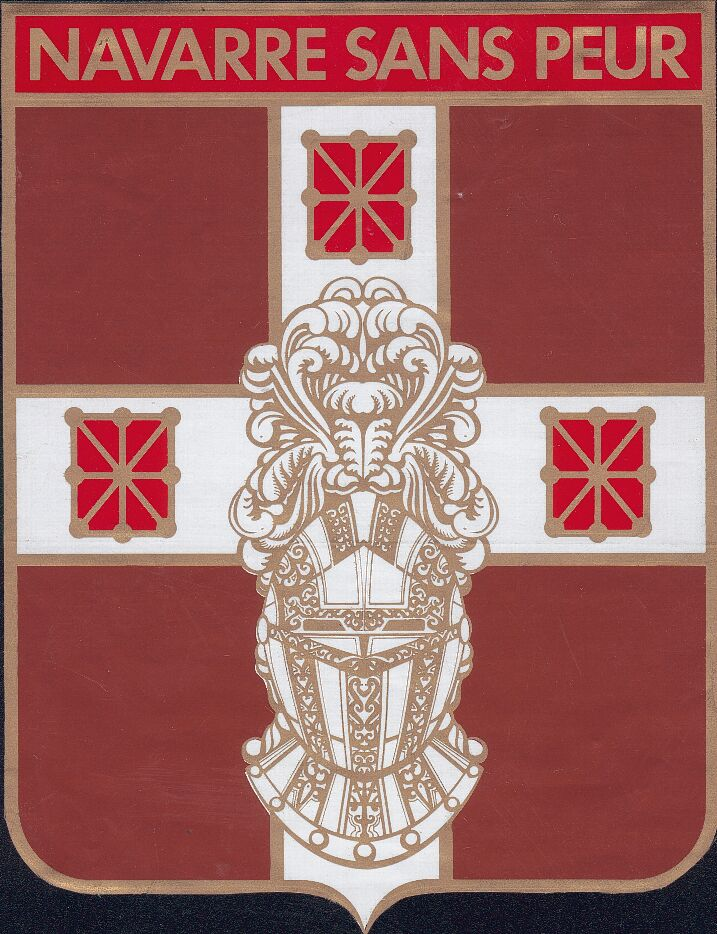
Odznaka pułkowa

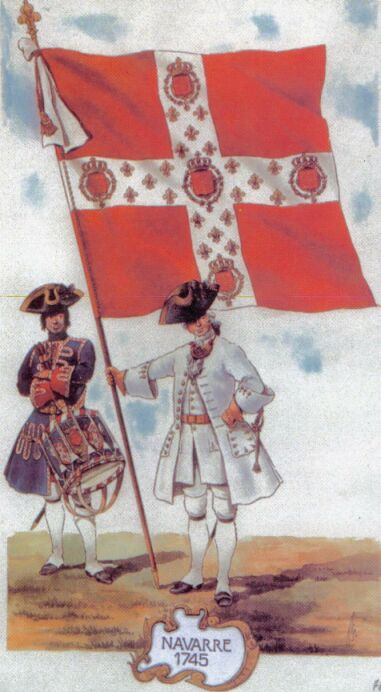
Dobosz i chorąży Pułku Nawarry, 1745.

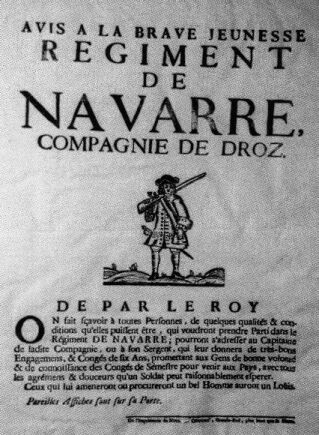
Afisz rekrutacyjny z Nawarry, XVIII w.

5 Pułk Piechoty Liniowej (fr. 5e régiment d’infanterie de ligne) – pułk piechoty francuskiej, sformowany w 1558 w okresie Ancien Régime, rozformowany w 1997.
Wielokrotnie przemianowywami po zmianach na stanowisku dowódczym oraz przy okazji zmian politycznych w kraju. Jego losy były ściśle związane z rejonem Nawarry na pograniczu francusko-hiszpańskim.
Nazwę Pułku Nawarry (Régiment de Navarre) przyjął w roku 1594. Najsłynniejszym dowódca tego pułku w XVIII wieku był Charles de Montesson (zm. 1758).
Żołnierze tego pułku uczestniczyli w wielu wielkich bitwach tego stulecia: bitwa pod Blenheim (1704), bitwa pod Malplaquet (1709), bitwa pod Dettingen (1743), bitwa pod Hastenbeck (1757).

## Przyśpiewka pułkowa (Refrain du régiment)
- „Allons prenez vos rang, allons vite en avant ! (bis)”

## Literatura
- CNE C. Barbié de Préaudeau, Navarre, 1494 – 1594 – 1994, des collines de Guyenne aux montagnes de Bosnie-Herzégovine, 1994.
- GAL Craplet, 5 Siècles d’Infanterie française, 1967.